# … The Stories We Could Tell
… The Stories We Could Tell ist das am 30. September 2014 veröffentlichte achte Studioalbum der US-amerikanischen Rockband Mr. Big.

## Hintergrund
Mit dem 2010 nach achtjähriger Trennung erschienenen Comeback-Album What If … hatten Billy Sheehan, Pat Torpey, Paul Gilbert und Eric Martin Fans und Fachpresse überzeugt:

„What if … lässt weder Zweifel zu am Funktionieren dieser großartigen Musiker als Band, noch an der Aufrichtigkeit ihres Neustarts. Gleich mit dem treibenden Undertow gelingt ein bemerkenswertes Statement (…) Ein ausgesprochen charmantes Comeback dieser extrem verkannten Hardrock-Formation.“

„Das ist doch mal ein gelungenes Reunion-Album! Nach der göttlichen Tour melden sich Mr. Big mit What If …? zurück und beantworten damit auch gleich die Frage ihrer Fans, die jahrelang rätselten, ob sich die Band wieder zusammenrauft und wie das Ergebnis klingen könnte. Jetzt wissen wir es.“

Auch in den Hitlisten tauchte die Gruppe wieder auf: Das Album wurde auf Platz 50 in Deutschland, Platz 7 in Japan und Platz 117 in Großbritannien notiert.
Im Frühjahr 2013 entschieden sich die Bandmitglieder, ein weiteres Album aufzunehmen. Aufgrund der zahlreichen Verpflichtungen, die Gitarrist Paul Gilbert und Bassist Billy Sheehan aufgrund ihres weltweit gefragten Könnens haben, gestalteten sich die Aufnahmen aber schwierig. Durch diesen Umstand war Eric Martin in der Pflicht, beinahe das gesamte Songwriting für das Album zu übernehmen. Kompositorisch wurden die Grundlagen für das Album daher von Eric Martin, Schlagzeuger Pat Torpey und Produzent Pat Regan gelegt. Außerdem wurde die Gruppe mit der Nachricht konfrontiert, dass Torpey an Parkinson erkrankt sei. Erste Symptome waren schon bei den Proben zur Comeback-Tournee 2011 partiell zutage getreten.

## Titelliste
| Nr. | Titel                                     | Autor(en)                                               | Länge |
| --- | ----------------------------------------- | ------------------------------------------------------- | ----- |
| 1.  | Gotta Love the Ride                       | Eric Martin, Paul Gilbert, Andre Pessis                 | 4:28  |
| 2.  | I Forget to Breath                        | Gilbert, Billy Sheehan, Pat Torpey, Martin, Pessis      | 4:13  |
| 3.  | Fragile                                   | Martin, Pessis                                          | 4:28  |
| 4.  | Satisfied                                 | Gilbert, Sheehan, Torpey, Martin, Pessis                | 4:41  |
| 5.  | The Man Who Has Everything                | Martin, Pessis, Marti Frederiksen                       | 3:58  |
| 6.  | The Monster in Me                         | Gilbert, Sheehan, Torpey, Martin, Pessis                | 4:03  |
| 7.  | What if We Were New?                      | Martin, Pessis                                          | 4:01  |
| 8.  | East/West                                 | Torpey, Lanny Cordola                                   | 4:29  |
| 9.  | The Light of Day                          | Alex Dickson, Gilbert, Martin                           | 3:22  |
| 10. | Just Let Your Heart Decide                | Gilbert, James Kevin Dotson                             | 4:19  |
| 11. | Its Always About That Girl                | Gilbert, Sheehan, Torpey, Martin, Pessis, Tony Fanucchi | 4:29  |
| 12. | Cinderella Smile                          | Gilbert, Sheehan, Torpey, Martin, Pessis                | 4:56  |
| 13. | The Stories We Could Tell                 | Gilbert, Sheehan, Martin, Pessis                        | 4:01  |
| 14. | Addicted to That Rush (Live) (Bonustrack) | Billy Sheehan, Paul Gilbert, Pat Torpey                 | 6:03  |

## Rezeption
Das deutsche Magazin Rocks schrieb, The Stories We Could Tell sei „das erste der bisher acht Studioalben, auf dem sich nicht so recht das vertraute Mr.-Big-Gefühl einstellen“ wolle. Sheehans „normalerweise unnachahmlich knurrender Bass“ sei „oft nur schwer zu erahnen,“ und tatsächlich mache sich bemerkbar, dass dreizehn Lieder von Eric Martin stammten und „den Saitenkünstlern nur die Vertonung im Studio geblieben“ sei. Einzelne Lieder des Albums werden in der Rezension hervorgehoben: Gotta Love the Ride sei „eine der Nummern, die sich mit ihrem schweren Riff bis zurück in die Siebziger“ streckten, Satisfied sei eine zweite, in der „Mr. Big auf Foghat“ träfen, und in What if We Were New töne es „in der Strophe minimal nach alten Aerosmith.“ Glanzstücke seien außerdem Fragile, Just Let Your Heart Decide „als schmucke Erwachsenenfassung von Just Take My Heart,“ und Cinderella Smile. Trotzdem aber bleibe The Stories We Could Tell „das schwächste Mr.-Big-Album,“ dem der Rezensent vier von sechs möglichen Punkten verlieh.

## Charts und Chartplatzierungen
| ChartsChartplatzierungen | Höchstplatzierung | Wochen |
| ------------------------ | ----------------- | ------ |
| Deutschland (GfK)        | 93 (1 Wo.)        | 1      |